# Heroes Wanted
Heroes Wanted är Skövde-bandet Neverstores andra musikalbum som gavs ut den 27 februari 2008 av Epic Records.

## Låtlista
1. Rock The Fool
2. Rejected All Along
3. History
4. Hold On
5. Out Of Breath
6. Run And Hide
7. Waiting
8. My Greatest Enemy
9. And There She Goes
10. Count Me Out
11. Kings Of The World
12. Over & Out
13. Thank You